# Ancilla glabrata
Ancilla glabrata är en snäckart som först beskrevs av Carl von Linné 1758.  Ancilla glabrata ingår i släktet Ancilla och familjen Olividae. Inga underarter finns listade i Catalogue of Life.

## Bildgalleri

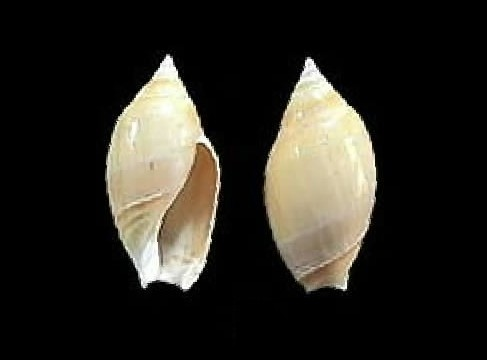